# كاري كيمل
كاري كيمل (بالإنجليزية: Kari Kimmel) هي مغنية ومغنية مؤلفة وملحنة أمريكية، ولدت في 16 أبريل 1978 في بوكا راتون في الولايات المتحدة.

## وصلات خارجية
- كاري كيمل على موقع IMDb (الإنجليزية)
- كاري كيمل على موقع ميوزك برينز (الإنجليزية)
- كاري كيمل على موقع ديسكوغز (الإنجليزية)
- كاري كيمل على موقع قاعدة بيانات الفيلم (الإنجليزية)